# Fairey Albacore
Fairey Albacore – (ang. - albakora) brytyjski pokładowy samolot torpedowy i rozpoznawczy, skonstruowany w 1938 roku w wytwórni Fairey Aviation Company Limited.

## Historia
W drugiej połowie lat trzydziestych brytyjska wytwórnia Fairey Aviation Company Limited otrzymała zlecenie opracowania samolotu pokładowego operującego z lotniskowców. Miał to być samolot w nowoczesnym układzie jednopłata  o znacznie lepszych osiągach od produkowanego seryjnie samolotu Fairey Swordfish. 
Do prac nad projektem, który otrzymał nazwę Fairey Albacore, przystąpiono w 1936 roku. Po uzyskaniu w maju 1937 wstępnego zamówienia na 100 samolotów tego typu w wytwórni rozpoczęto budowę dwóch prototypów. Ich budowę zakończono w 1938 roku. Pierwszy z nich został oblatany 12 grudnia 1938 roku. 
Był to samolot dwupłatowy o konstrukcji metalowej i stałym podwoziu, z zakrytymi kabinami dla trzech osób (pilota, obserwatora i strzelca pokładowego). Uzbrojenie miał podobne do samolotu Fairey Swordfish. Dla ułatwienia bazowania na lotniskowcach zastosowano urządzenie hydrauliczne umożliwiające składanie obu płatów do tyłu, do ścian kadłuba. Przed podjęciem produkcji seryjnej przeprowadzono próby porównawcze z samolotem Fairey Swordfish. W trakcie tych prób wprowadzono poprawki w konstrukcji m.in. zmiany w osłonie silnika, poprawiono sprawność trzyłopatowego metalowego śmigła, a także zwiększono pojemność zbiorników paliwa.
Tak opracowany samolot skierowano do produkcji, a pierwsze samoloty seryjne skierowano 15 marca 1940 do jednostek Royal Air Force. Produkcję zakończono w 1943 roku.
Ogółem w latach 1939-1943 zbudowano 800 samolotów Fairey Albacore.

## Użycie bojowe
Pierwsze samoloty Fairey Albarcore zostały dostarczone do 826. dywizjonu RAF 15 marca 1940. Po raz pierwszy wzięły one udział w akcji bojowej 31 maja 1940 roku zwalczając w okolicy Ostendy środki transportowe Wehrmachtu, dokonujące inwazji na Belgię i Holandię. Następnie działając z pokładu lotniskowca HMS „Formidable” ochraniały konwoje płynące z Francji do Wielkiej Brytanii, zrzucając przeciwko niemieckim okrętom 214 min i 56 ton bomb. 
Od listopada 1940 samoloty Fairey Albacore z dywizjonów RAF 826. i 829. ochraniały konwoje płynące z Wielkiej Brytanii do Afryki i wzdłuż jej zachodnich brzegów. 
Z pokładu lotniskowca HMS „Formidable” 29 marca 1941 w pobliżu Krety atakowały włoskie okręty, w tym „Vittorio Veneto”. W marcu 1941 roku samoloty Fairey Albacore z lotniskowca HMS „Victorious” atakowały niemiecki pancernik „Tirpitz”. W lipcu 1941 samoloty z 826. dywizjonu, startujące z lotniskowca HMS „Formidable”, zwalczały włoskie i niemieckie jednostki dostarczające zaopatrzenie dla wojsk niemieckich w Afryce. 
W 1942 roku samoloty Fairey Albacore z dywizjonów 822., 828. i 832. działały z pokładów lotniskowców na Morzu Śródziemnym w rejonie Malty i Tobruku, a od listopada 1942 do listopada 1943 w pobliżu Sycylii, a potem wokół Półwyspu Apenińskiego.
Jedną z ostatnich akcji bojowych przeprowadzonych przez samoloty Fairey Albacore, była akcja samolotów z dywizjonu kanadyjskiego 24 maja 1944, kiedy to zaatakowały one niemiecki torpedowiec „Greif”, zatapiając go. 
Samoloty Fairey Albacore były używane do 1946 roku.

## Opis konstrukcji
Samolot Fairey Albacore był trzymiejscowym samolotem rozpoznawczym i torpedowym w układzie dwupłata o konstrukcji metalowej. Podwozie klasyczne – stałe. Napęd – 1 silnik gwiazdowy, śmigło trójłopatowe, metalowe.